# Мочани (Логойський район)
Мочани (біл. вёска Мачаны) — село в складі Логойського району Мінської області, Білорусь. Село підпорядковане Білоруцькій сільській раді, розташоване в північній частині області.